# Consiglio di Stato (Basilea Città)
Il Consiglio di Stato del Canton Basilea Città (in tedesco Regierungsrat des Kantons Basel-Stadt ed in francese Conseil d'État du canton de Bâle-Ville) è il governo del Canton Basilea Città.